# Biały Murzyn
Biały Murzyn – polski melodramat z 1939 roku, na podstawie pozytywistycznej powieści o awansie społecznym z 1875 roku pod tym samym tytułem, napisanej przez Michała Bałuckiego.

## Fabuła
Antoni Sikorski, student medycyny, przyjeżdża na wakacje do ojcowskiej chłopskiej chaty.  W lesie przypadkiem ratuje hrabiankę Jadwigę Lipską, która zraniła się w nogę. Kobieta nie okazuje żadnej wdzięczności, traktuje go arogancko i z wyższością, mimo to Antoni jest urzeczony jej urodą i zakochuje się w dziedziczce. Kiedy dowiaduje się, że jest zaręczona z Zygmuntem Karskim popada w apatię. Jadwiga jest zakochana z wzajemnością w narzeczonym, dlatego, gdy Zygmunt umiera w wyniku ran odniesionych w wypadku samochodowym, próbuje się zabić. Po raz kolejny Antoni ratuje ją w ostatniej chwili. 
Aby bronić honoru rodziny hrabia Lipski postanawia wydać córkę za Antoniego, a po przyjściu na świat dziecka opłacić rozwód. Początkowo Antoni odmawia, jednak gdy Jadwiga próbuje popełnić samobójstwo godzi się na małżeństwo. Kobieta traktuje go z pogardą i próbuje upokorzyć, dlatego po ślubie nie tylko nie godzi się na przyjęcie pieniędzy od hrabiego za wyświadczenie przysługi rodzinie Lipskich,  ale też oświadcza, że zrobił to z bezinteresownej miłości do Jadwigi i zapowiada, że nie zgodzi się na rozwód, dopóki hrabianka nie zrozumie, jak bardzo go skrzywdziła. 
Antoni wyjeżdża, uzyskuje dyplom doktora, poświęca się karierze naukowej i badaniom mającym na celu leczyć sparaliżowane dzieci. Robi to wszystko mając nadzieję, że kiedyś uda mu się zdobyć serce żony. Ciężko pracuje i osiąga kolejne sukcesy. W jego pracy wspiera go zakochana w nim asystentka Janka. O jego względy zabiega także Ludwika, żona profesora Sewickiego. Zaślepiona kobieta narzuca się Antoniemu i gdy profesor zastaje ich w dwuznacznej sytuacji wybucha skandal, w wyniku którego młody doktor traci posadę. Janka podsłuchuje rozmowę Ludwiki z Antonim i dowiaduje się, że Sikorski kocha tylko żonę. Spotyka się z żoną profesora i nakłania ją aby wyznała prawdę mężowi. Profesor przebacza żonie i pragnie przyjąć z powrotem do pracy cennego naukowca, którego darzy szacunkiem i przyjaźnią. Urażony Antoni odmawia i tygodniami nie rusza się z mieszkania. Dopiera Jance udaje się dotrzeć do niego i wyrwać z marazmu przekonując jak bardzo jego praca potrzebna jest chorym dzieciom. Sikorski godzi się objąć posadę lekarza w szpitalu uzdrowiskowym pod warunkiem, że Janka zostanie jego asystentką. 
W wieczór sylwestrowy do jego szpitala trafia sparaliżowane dziecko w stanie krytycznym. Okazuje się, że to synek Jadwigi. Tylko dzięki doświadczeniu i eksperymentalnym badaniom Antoniego udaje się uratować chłopca. Jadwiga w końcu dostrzega jak bardzo była niesprawiedliwa dla męża i prosi o przebaczenie. Tym razem to ona nie chce rozwodu, pragnąc rozpocząć z nim wspólne życie. Janka nie chcąc stawać na drodze do szczęścia człowieka, którego kocha czystą i bezinteresowną miłością wyjeżdża.

## Główne role

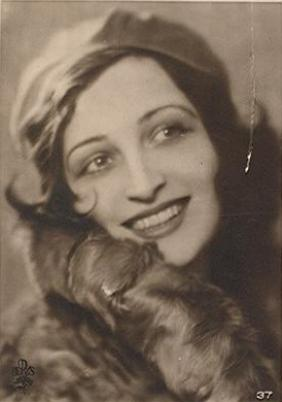
Barbara Orwid – odtwórczyni roli Janki, asystentki Antoniego

- Jerzy Pichelski – Antoni Sikorski
- Tamara Wiszniewska – Jadwiga, córka hrabiego Lipskiego
- Barbara Orwid – Janka, asystentka Antoniego
- Mieczysława Ćwiklińska – ciotka Jadzi, hrabina Lipska
- Józef Węgrzyn – hrabia Lipski
- Aleksander Żabczyński – Zygmunt Karski, narzeczony Jadwigi
- Stanisław Grolicki – profesor Zygmunt Sewicki
- Jadwiga Wrońska – Ludwika, żona profesora Sewickiego
- Kazimierz Gella – gajowy Jakub Sikorski, ojciec Antoniego
- Wanda Jarszewska – Maciejowa, gospodyni Jakuba Sikorskiego
- Julian Krzewiński – sąsiad Lipskich, adorator hrabiny
- Roman Dereń – lekarz w klinice
- Michał Danecki – lekarz w klinice
- Henryk Modrzewski – lekarz, gość na przyjęciu u profesora Sewickiego
- Leopold Morozowicz – służący w majątku Lipskich
- Zofia Wilczyńska – pielęgniarka w szpitalu uzdrowiskowym
- Maria Bożejewiczówna – pielęgniarka w szpitalu uzdrowiskowym
- Helena Kitajewicz – sekretarka doktora Sikorskiego w szpitalu uzdrowiskowym
- Helena Zarembina – Karolcia, gospodyni Antoniego